# Абенова, Майшай
Майшай Абенова (каз. Майшай Әбенова; 1923 год, Туркестан — 1987 год, Туркестанский район, Южно-Казахстанская область, Казахская ССР) — трактористка колхоза «Коммунизм» Туркестанского района Чимкентской области, Казахская ССР. Герой Социалистического Труда (1971). Заслуженный механизатор Казахской ССР (1962). Член ЦК Компартии Казахстана.

## Биография
Родилась в 1923 году в городе Туркестан. Получила начальное образование, окончив четыре класса. Трудовую деятельность начала в 1935 году в колхозе имени Голощёкина. В 1942 году после окончания школы сельской механизации работала трактористкой-комбайнёром в Туркестанской МТС. В 1957 году вступила в КПСС.
С 1958 года — трактористка в колхозе «Коммунизм» Туркестанского района. В 1959 году возглавила механизированное звено по выращиванию хлопка. Звено Майшай Абеновой ежегодно перевыполняла план по сбору хлопка. В 1968 году было собрано в среднем по 35 центнеров хлопка с каждого гектара, в 1969 году — по 47 центнеров и в 1970 году — 49,3 центнера хлопка. В 1970 году бригада Майшай Абеновой заняла передовые позиции по возделыванию хлопка в Туркестанском районе. Указом Президиума Верховного Совета СССР «О присвоении звания Героя социалистического Труда передовикам сельского хозяйства Казахской ССР» от 8 апреля 1971 года за выдающиеся успехи, достигнутые в развитии сельскохозяйственного производства и выполнении пятилетнего плана продажи государству продуктов земледелия и животноводства удостоена звания Героя Социалистического Труда с вручением ордена Ленина и золотой медали «Серп и Молот».
С 1971 года возглавляла хлопководческую бригаду колхоза «Коммунизм» Туркестанского района. В 1976 году бригада собрала 978 тонн хлопка-сырца на участке площадью 250 гектаров.
Избиралась делегатом съезда Компартии Казахстана, членом ЦК Компартии Казахстана.
Перед выходом на пенсию работала заведующей детским садом.
Скончалась в 1987 году в Туркестанском районе.
Память
Её именем названа одна из улиц и средняя школа в городе Туркестан.

## Награды
- Орден Ленина — дважды
- Орден Трудового Красного Знамени (1965)